# Balonga buchholzii
Balonga buchholzii (Engl. & Diels) Le Thomas – gatunek rośliny z monotypowego rodzaju Balonga w obrębie rodziny flaszowcowatych (Annonaceae Juss.). Występuje naturalnie w Kamerunie, Gabonie oraz Demokratycznej Republice Konga. 

## Morfologia
PokrójZimozielony krzew. Gałęzie mają jasnoszarą barwę. Młode pędy są owłosione.
LiścieMają podłużnie odwrotnie owalny kształt. Mierzą 10–24 cm długości oraz 3,5–9 cm szerokości. Są lekko owłosione od spodu. Nasada liścia jest rozwarta lub prawie zaokrąglona. Wierzchołek jest spiczasty. Ogonek liściowy jest nagi i dorasta do 5–9 mm długości.
KwiatySą pojedyncze. Rozwijają się w kątach pędów. Mają 3 Działki kielicha o prawie okrągłym kształcie, dorastają do 6–7 mm długości, są wolne i zagnieżdżone. Płatków jest 6, są prawie takie same, wolne, zagnieżdżone, prawie skórzaste, ułożone w okółkach, mają podłużnie owalny kształt, osiągają do 15 mm długości. Liczne pręciki są wolne i siedzące. Pylniki pękają z bocznej strony. Zalążnia górna składa się z licznych wolnych i owłosionych słupków o podłużnym kształcie i długości 3 mm.
OwoceZebrane po 30–40 tworzą owoc zbiorowy. Mają kształt od elipsoidalnego do prawie kulistego. Osadzone są na szypułkach. Osiągają 15 cm długości i 8–14 mm szerokości.

## Biologia i ekologia
Rośnie w lasach, na wybrzeżu.